# Стари надгробни споменици у Брусници
Стари надгробни споменици у Брусници (Општина Горњи Милановац) представљају значајну споменичку групу и важан извор историјских података везаних за генезу становништва овог краја и настанак династије Обреновић. После пропасти Првог српског устанка Брусница (Горњи Милановац) је постала седиште Рудничке нахије, а од 1834. године Рудничког округа. Од половине 19. века Брусница у потпуности губи значај, када је административни центар из брдима скучене Старе чаршије, као и из политичких и династичких разлога пребачен у новоосновану варошицу, названу по оближњој речици Деспотовица. По повратку на кнежевски престо, Милош Обреновић 1859. године мења назив насеља у Горњи Милановац, у спомен на свог полубрата, брусничког војводу Милана Обреновића.

## Брусница
Село је добило име по бруснику, камену за израду брусева и тоцила. Рудник "Тоцилине" налази се на потесу Равни гај, у правцу према Такову.
Најстарији помен Бруснице је из 1345. године, у хрисовуљи коју је издао цар Душан борећи се на овим просторима против Угара.
Брусница се налази у јужном делу општине Горњи Милановац и простире на 1.641 ha у правцу север-југ. Бруснички атар је био много пространији све до 1853. године, када је на сеоској утрини "Дивље поље" подигнута новооснована варошица. Осим градског подручја, Брусница се граничи се са селима Велереч, Клатичево, Таково, Семедраж и Луњевица. Кроз насеље протиче Речица, притока Деспотовице. Једним мањим делом, село прелази на десну страну ове реке.
Село је разбијеног је типа. Брусничко насеље подељено је на два велика краја. Горњи крај чине куће по Бранковом Брду, Трњацима и Равном Гају, а Доњи групе кућа у Старој чаршији, Крижевцу, Перовом брду, Млаковцу и Бањи. За подизање кућа и окућница некада су одабиране позиције на косама и благим странама, док је последњих деценија присутна тенденција да се породичне куће граде уз саобраћајнице, што ближе граду, а становништво није више тако хомогено. Кроз Брусницу пролазе Ибарска магистрала и регионални пут Горњи Милановац-Пожега, а у прошлости овуда је пролазила и железничка пруга уског колосека Београд-Ужице-Вишеград-Сарајево.
У Старој чаршији, некадашњем административном центру Бруснице, Јован Обреновић је 1836. године подигао Цркву Светог Николе. У црквеној порти некада су одржавани народни сабори. Сеоска преслава је Бела Субота, прва после Тројица.

## Сеоско гробље у Врбљу
Некада је Брусница имала само једно гробље, на потесу Врбље. У порти брусничке цркве од 1836. до 1962. сахрањивани су само свештеници, чиновници Окружног начелства и суда и чланови њихових породица. Од половине 20. века, мештани који живе ближе граду сахрањивали су своје покојнике на горњомилановачком гробљу, а они из Доњег краја на новооснованом гробљу на брегу Рудине, испод Старе чаршије.
Гробље у Врбљу је на издуженој хумци, а некада је ту било, поред српског и муслиманско гробље. На гробљу још увек постоји велики број старих надгробних споменика, иако је евидентно да убрзано пропадају. Старост појединих споменика сеже до првих деценија 19. века. Гробови појединих фамилија, које су изумрле или чији се чланови сахрањују на новом "доњем" гробљу, готово у потпуности су запуштени и обрасли коровом.
Нова мода да се гробови у горњем и доњем брусничком гробљу ограђују масивном бетонском оградом, на којој су постављени мермерни споменици, донела је извесно духовно сиромаштво гробљима. На новим мермерним споменицима исписују се само имена покојника са уписом њихових година рођења и смрти. Стари споменици са дугим, често дирљивим описима покојника, убетонирани су око изграђених опсега или су остављени на ледини, појединачно или на гомили и препуштени зубу времена.

### Стари надгробни споменици
На старом брусничком гробљу заступљени су сви типови надгробника карактеристични за овај крај и временски распон од почетка 19, до првих деценија 20. века: ниски споменици заобљеног врха, крстови различитих облика и димензија; велики варијетет споменика у облику стуба; надгробне плоче различитих димензија итд. У највећем броју споменици су клесани од локалног камена различитог квалитета, углавном пешчара. Осим тога, спорадично је присутан и мермер, највише у виду малих крстова са геометријским урезима, такозваних "цирклаша".

### Најстарији чланови породице Обреновић
Одлуком Скупштине општине Горњи Милановац из 1994. године, археолози Народног музеја у Чачку ископали су земне остатке Јакова Обреновића, његове супруге Ђурђије (†1847) и Стоје (†1813), супруге војводе Милана Обреновића, након чега је извршена антрополошка анализа од стране Др Живка Микића. Након преноса земних остатака војводе Милана Обреновића из Херештија у Румунији, посмртни остаци најстаријих чланова породице Обреновић су априла месеца 1995. године, уз највише почасти, сахрањени у порти Цркве Светог Николе у Старој чаршији.